# John Allen Muhammad

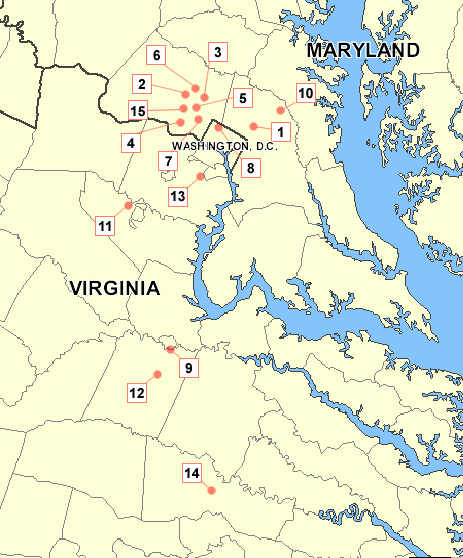
Karta över morden och mordförsöken

John Allen Muhammad, född John Allen Williams den 31 december 1960 i New Orleans i Louisiana, död 10 november 2009 i Jarratt i Greensville County, Virginia, var en amerikansk seriemördare. Tillsammans med sin kompanjon Lee Boyd Malvo mördade han tio personer genom prickskytte i och kring Washingtons storstadsområde under år 2002. De greps den 24 oktober 2002 och John Allen Muhammed dömdes i början av 2004 till döden för ytterligare sex mord. Den 16 september 2009 fastställdes avrättningsdatum till 10 november 2009. USA:s högsta domstol tog efter det upp om dödsstraff stred mot konstitutionen och domare i USA:s högsta domstol kritiserade att man inte väntade med avrättningen tills domstolen hade avgjort målet den 24 november. Efter att USA:s högsta domstol den 9 november 2009 avslagit ett överklagande av dödsdomen ägde dock avrättningen rum på Greensville Correctional Center med giftinjektion den 10 november 2009. Muhammad befanns skyldig till 16 mord men dömdes dock bara till döden för ett av dem, Dean Harold Meyers från Prince William County i Virginia.

## Washington-skjutningarna
Muhammad och Malvo körde omkring i en bil i Maryland, Washington, D.C. och Virginia och med ett gevär med kikarsikte sköt de vid olika tillfällen ihjäl totalt tio personer. Händelserna satte skräck i området och en stor utredning drogs igång för att finna de skyldiga.
| Offer                 | Ålder | Resultat  | Datum                     | Ort                              |
| --------------------- | ----- | --------- | ------------------------- | -------------------------------- |
| James Martin          | 55    | Avliden   | 2 oktober 2002, kl 18.04  | Wheaton, Maryland                |
| James Buchanan        | 39    | Avliden   | 3 oktober 2002, kl 7.41   | Rockville, Maryland              |
| Premkumar Walekar     | 54    | Avliden   | 3 oktober 2002, kl 8.12   | Aspen Hill, Maryland             |
| Sarah Ramos           | 34    | Avliden   | 3 oktober 2002, kl 8.37   | Silver Spring, Maryland          |
| Lori Ann Lewis-Rivera | 25    | Avliden   | 3 oktober 2002, kl 9.58   | Kensington, Maryland             |
| Pascal Charlot        | 72    | Avliden   | 3 oktober 2002, kl 21.20  | Washington, District of Columbia |
| Caroline Seawell      | 43    | Överlever | 4 oktober 2002, kl 14.27  | Spotsylvania, Virginia           |
| Iran Brown            | 13    | Överlever | 7 oktober 2002, kl 8.09   | Bowie, Maryland                  |
| Dean Harold Meyers    | 53    | Avlider   | 9 oktober 2002, kl 20.10  | Manassas, Virginia               |
| Kenneth Bridges       | 53    | Avlider   | 11 oktober 2002, kl 9.30  | Fredericksburg, Virginia         |
| Linda Franklin        | 47    | Avlider   | 14 oktober 2002, kl 21.19 | Falls Church, Virginia           |
| Jeffrey Hopper        | 37    | Överlever | 19 oktober 2002, kl 20.00 | Ashland, Virginia                |
| Conrad Johnson        | 35    | Avlider   | 22 oktober 2002, kl 5.55  | Aspen Hill, Maryland             |